# Atlanti tőkehal
Az atlanti tőkehal (Gadus morhua) a csontos halak (Osteichthyes) főosztályának a sugarasúszójú halak (Actinopterygii) osztályába, ezen belül a tőkehalalakúak (Gadiformes) rendjébe és a tőkehalfélék (Gadidae) családjába tartozó faj.
A Gadus halnem típusfaja.

## Előfordulása
Az atlanti tőkehal legfőbb elterjedési területe az Észak-Atlanti-óceán és a Jeges-tenger. Nyugaton az Ungava-öböltől és Új-Fundlandtól az Észak-Karolina-i Hatteras-fokig; keleten pedig a Barents-tenger-i Spitzbergáktól és Medve-szigettől délre a Vizcayai-öbölig honos. A hal Grönland és Izland körül is gyakori.

## Alfajai
- Gadus morhua maris-albi
- Gadus morhua morhua
- Gadus morhua kildinensis

## Megjelenése
Ennek a halnak a teste megnyúlt, áramvonalas, feje erőteljes, hosszú. 51-55 csigolyája van. Szemének átmérője rövidebb, mint a szájnyílás oldalról nézve. Felső állkapcsa előreugrik, állán erőteljes tapogatószál látható. Oldalvonala a 2. hátúszó alatti részig ívben görbült, azután egyenesen folytatódik. Három, szorosan egymás mellett elhelyezkedő hátúszójának széle lekerekített. Hossza az Atlanti-óceán északnyugati részén legfeljebb 2 méter, tömege 95-96 kilogramm, míg az Északi-tengerben hossza 80 centiméter körüli (6-10 éves korban). 31-74 centiméteresen számít felnőttnek. Háti része barnás, zöldes vagy szürkés. Oldalai világosabbak vagy ezüstösek.

## Életmódja
Az atlanti tőkehal a parti vizektől 600 méter mélységig (esetenként mélyebben is, de leginkább 150-220 méter között) fordul elő, a tengerfenék közelében és a nyílt vízben egyaránt. A fiatal halak gyakran sekély vizekben tartózkodnak, ahol bőven van tengeri növényzet, kavicsok és rések, ahová elbújhatnak a ragadozók elől. A legtöbb törzs ívása tavaszra esik (4-6 Celsius fokos vízhőmérsékleten). Az atlanti tőkehal a tengerfenék apró állataival táplálkozik, néha saját fajtársát is felfalja. Nem vándorol élőhelyétől 200 kilométernél távolabbra.
Legfeljebb 25 évig él.

## Felhasználása
Ez a halfaj igen értékes az ipari mértékű halászat számára. A sporthorgászok is kedvelik. Az atlanti tőkehalat tenyésztik is. Frissen, fagyasztva, sózva, füstölve vagy szárítva árusítják. Sülve, főve fogyasztható.